# Harpactirella domicola
Harpactirella domicola är en spindelart som beskrevs av William Frederick Purcell 1903. Harpactirella domicola ingår i släktet Harpactirella och familjen fågelspindlar. Inga underarter finns listade i Catalogue of Life.